# Енді Герольд
Енді Герольд (англ. Andy Gerold) (нар. 13 червня 1978 р.) — професійний мультиінструменталіст, відомий як колишній концертний учасник гурту Marilyn Manson. Станом на червень 2012 р. музикант грав на бас-гітарі в мюзиклі «Rock of Ages» у «Broadway Playhouse», що у Чикаго.

## Біографія

### Ранні роки
Герольд вивчав музику протягом 1994–1996 рр. в Аризонській Новій художній школі міста Фінікс. На нього вплинули Робін Фінк, Джонні Грінвуд та Джон Вільямс. Під час навчання в закладі музикант, Девід Кедрі, та брат, Теодор Герольд, сформували його перший гурт 8 Feet Under.

### Victims in Ecstacy
У 1998 р. Герольд та вокаліст Джим Луво створили групу Victims in Ecstacy. На них вплинув андеграундний чиказький рок-гурт Mary's Window та інші індастріал-колективи 1990-х. На сцені учасники часто носили сукні, спідниці, жіночий макіяж та боа, щоб виділятися від інших місцевих гуртів. Victims in Ecstacy виступали на розігріві у Linkin Park, Disturbed, MDFMK, Jack Off Jill, My Life with the Thrill Kill Kult та Pitchshifter. Колектив отримав 5 нагород «Phoenix New Times Showcase awards», зокрема «Найкращий індастріал-гурт» та «Ті, хто найімовірніше стануть відомими». Під час запису платівки White Box Therapy гурт запросили в турне «Preaching to the Perverted tour» разом з Pigface, Gravity Kills і Godhead. Під час нього Герольд грав на барабанах.

### Opiate for the Masses
У 2003 р. Енді увійшов до складу лосанджелесько-фініського індастріал-гурту Opiate for the Masses. Він взяв участь у записі другого студійного альбому The Spore та у фестивалі 2005 р. Warped Tour, на якому також виступали Avenged Sevenfold і Orgy. Після того, як барабанщик Еліас Молін покинув гурт, Енді вчинив так само.

### My Darling Murder
Після залишення Opiate for the Masses Герольд повернувся до Фініксу й разом з барабанщиком Еліасом Моліном, басистом Тімом Келлегером та вокалістом Крісом Руоффом сформував гурт My Darling Murder. На них вплинули Faith No More, Nine Inch Nails, Marilyn Manson, Radiohead, Tool і Muse. Енді був основним автором пісень, він також продюсував демо-записи. Вони привернули увагу Шона Бівана, який відомий своєю співпрацею з Nine Inch Nails і Marilyn Manson. Він став продюсером дебютного 5-трекового міні-альбому, при цьому група не відіграла на той час жодного концерту.
My Darling Murder швидко стали відомими на місцевому рівні. Гурт виступав на одній сцені з Greeley Estates, Scary Kids Scaring Kids, Smile Empty Soul та Blindside. Перед коротким туром з 30 Seconds to Mars і Seether колектив перевидав міні-альбомом з 5 новими композиціями. Згодом Руофф покинув склад групи. Багато фанів стежать онлайн за теперішніми проектами учасників My Darling Murder.

### Wired All WrongтаDaughters of Mara
У 2006 р. Енді увійшов до щойно створеного лос-анджелеського гурту Wired All Wrong, учасником якого також став його колега з My Darling Murder, басист Тім Келлегер.
Після закінчення туру Wired All Wrongfull Герольд приєднався до групи Daughters of Mara як повноцінний басист. Енді гастролював з нею у межах регіону та взяв участь у записі дебютної платівки I Am Destroyer. Студійні сесії відбулися в Канаді в 2007 р. з відомим продюсером Гартом «GGGarth» Річардсоном. Платівка доступна для прослуховування на MySpace-сторінці гурту.

### Ashes Divide
Під час турне на підтримку Keep Telling Myself It's Alright, дебютного студійного альбому Ashes Divide, сольного проекту Біллі Говердела, гітариста A Perfect Circle, Герольд працював основним концертним гітаристом. Після кількох виступів на радіо-фестивалях Ashes Divide відіграли кілька концертів реюніон-туру гурту Stone Temple Pilots. Невдовзі Ashes Divide запросили відкривати головну сцену фестивалю Projekt Revolution 2008 р. Під час одного виступу Честер Беннінгтон, вокаліст Linkin Park, виконав з гуртом кавер-версію пісні «The Outsider» A Perfect Circle. Після закінчення гастролей колектив ще два тижні виступав з групою Seether.

### Marilyn Manson,16Volt
Після того, як Твіггі почав виконувати обов'язки гітариста Marilyn Manson, Енді став концертним басистом, посівши його колишню посаду на час туру The High End of Low Tour. Перше шоу у складі колективу Герольд відіграв 3 червня 2009 р. у чеському місті Брно.
У 2011 р. музикант працював «живим» гітаристом гурту 16Volt під час північноамериканського турне групи KMFDM. Герольд також знявся у їхньому відеокліпі «Burn».

## Дискографія

### Victims in Ecstacy
- Chinese Pornography (2000)
- White Box Therapy (2002)

### Opiate for the Masses
- The Spore (2007)

### My Darling Murder
- My Darling Murder

### Daughters of Mara
- I Am Destroyer (2005)

### Сольні релізи
- Andy Gerold (2007)
- Negative Atmosphere (2008)
- Crawl Back to Me (2008)